# Boletín de la Compañía Transatlántica de Barcelona
Boletín de la Compañía Transatlántica de Barcelona fou una revista fundada el 1892 a Madrid.
Aquesta revista va ser fundada sota la iniciativa de la Biblioteca de Catalunya i el Museu Marítim de Barcelona l'any 1892 malgrat que la seva seu estava situada a Madrid. El principal propòsit del butlletí era convertir-se en l'òrgan de difusió de les activitats de la Companyia Transatlàntica de Barcelona.
Aquesta empresa, també anomenada Compañía Trasatlántica Española o popularment “La Trasatlántica” va ser una companyia de transport marítim en grans vaixells que va ser constituïda el 1881 a Barcelona per l'empresari Antonio López y López, i que va tenir un paper fonamental en el fenomen migratori de la segona meitat del segle xix i les primeres dècades del XX. El butlletí tenia com a objectiu proporcionar tota la informació possible sobre aquesta companyia i en els seus inicis, durant l'any 1892, la periodicitat del butlletí era de 3 cops al mes (dies 10, 20 i 30), però més endavant, entre el 1893-1898, va ser quinzenal (dies 15 i 30).

## Història
La revista proporcionava informació sobre el seu personal (moviments, càrrecs, jubilacions, pensions), sobre la situació i l'estat de tots els seus vaixells (construccions i reparacions), els seus itineraris, el moviment marítim i les mercaderies. Fins i tot s'hi publicaven llistes amb els noms de tots els passatgers a bord de cadascun d'aquests vaixells, i en molts casos són l'única font d'informació sobre els viatgers transoceànics entre el 1892 i el 1898.

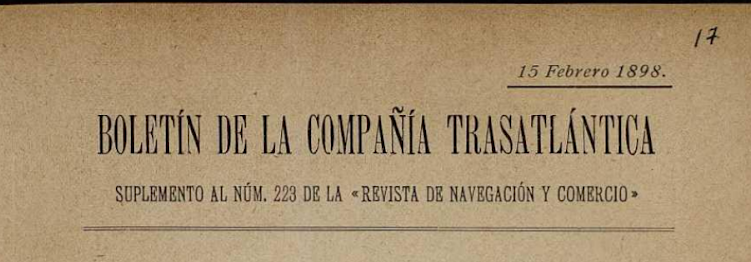
Boletín de la Compañía Trasatlántica de Barcelona com a suplement de la Revista de Navegación y Comercio

Durant els primers tres anys era un butlletí independent i separat de qualsevol altra revista o publicació, però a partir del 1895 es va refondre amb la Revista de Navegación y Comercio. Entre el 1896 i el 1898 ocupava la part final d'aquesta revista, però tenia una paginació pròpia i contínua, mes a mes. A part, el 1898 s'especificava com a “Suplemento al núm. XXX de la «Revista de Navegación y Comercio»”
El 1899 va tornar a estar refosa amb la Revista de Navegación y Comercio, però en aquesta ocasió continuava la paginació de la revista mare i va quedar reduïda a dues pàgines que només estaven dedicades a informació del personal, i per tant, ja no apareixien els vaixells ni els llistats de passatgers. Els principals apartats del butlletí van anar variant el llarg dels anys, però els més importants van ser el de “Pensiones y socorros”, “Recompensas”, “Itinerarios”, “Relación de pasajeros”, “Situación de buques” i “Personal marítimo”.
Es poden consultar obertament totes les publicacions del butlletí des dels seus inicis fins al desembre de 1898. Aquesta última publicació va ser la número 244 de la revista.